# Simulium sumapazense
Simulium sumapazense är en tvåvingeart som beskrevs av Coscaron och Py-daniel 1989. Simulium sumapazense ingår i släktet Simulium och familjen knott.
Artens utbredningsområde är Colombia. Inga underarter finns listade i Catalogue of Life.